# Эндрюс, Тайг
Тайг Э́ндрюс (англ. Tige Andrews; 19 марта 1920 — 27 января 2007) — американский характерный актёр кино и телевидения, известный в Америке по ролям капитана Грира в сериале Отряд «Стиляги» и лейтенанта Джонни Руссо в детективной теледраме Детективы Роберта Тейлора.

## Биография
Тайг Эндрюс появился на свет под именем Тайгер Эндрюс (англ. Tiger Andrews) в Бруклине, Нью-Йорк, в семье сирийцев Сельмы (урождённая Шалиш) и Джорджа Э. Эндрюсов. Его отец работал лавочником. Первоначально фамилией его семьи была Андровас (англ. Androwas). Его родители, согласно сирийскому обычаю, назвали его в честь сильного животного, чтобы у него было крепкое здоровье. Его мать умерла, когда Тайгу было три года. Отец будущего актёра долго оставался вдовцом, пока не женился вновь. Во время Второй мировой войны Эндрюс участвовал в боевых действиях на Сицилии, получив там ранение, вернувшись после этого домой и поступив в Американскую академию драматических искусств (Нью-Йорк), которую он окончил в 1946 году.
В 1955 году Эндрю завоевал признание критиков благодаря роли уличного певца в офф-бродвейской постановке «Трёхгрошовой оперы», повторив её позже в Сан-Франциско и Лос-Анджелесе. Он организовал постановку оперы в Аризоне. Тогда же режиссёр Джон Форд, увидев Тайга на бродвейской сцене, предложил ему роль в фильме «Мистер Робертс» (1955). До переезда в Калифорнию Тайг женился на балерине Норме Торнтон, принимавшей участие в «Шоу Эда Салливана». У них родилось шестеро детей. Она умерла в 1996 году.
В 1950-х и 1960-х Эндрюс часто появлялся на телевидении. С 1955 по 1956 годы играл в Шоу Фила Сильверса (в титрах значился как Тайгер Эндрюс). Также он снимался в сериалах Большая долина, Беглец, Дымок из ствола и Звёздный путь: Оригинальный сериал.
Две наиболее известных ролей Эндрюса: лейтенант Джонни Руссо в Детективах Роберта Тейлора и капитан Адама Грира в Отряде «Стиляги». За работу в последнем он получил номинации на премии «Эмми» и «Золотой глобус» и выиграл награду Logie Award. Спустя шесть лет после закрытия сериала актёры Отряда «Стиляги» сыграли вместе в телефильме «Возвращение отряда „Стиляги“» (1979). Эндрюс также появился в некоторых других сериалах, таких как Коджак, Доктор Маркус Уэлби и Она написала убийство. Сыграл в фильмах «Последний магнат» (1976), «Рейд на Энтеббе» (роль Шимона Переса, 1977) и «Бродячие ангелы» (1980).
Эндрюс также был опытным художником и певцом. Его работы демонстрировались в художественных галереях Лос-Анджелеса, некоторые из них были опубликованы в книге Актёры как художники Джима Макмаллана и Ричарда Готье. В 1970-х он написал и записал два сингла: Keep America Beautiful и The Mod Father.

## Смерть
Эндрюс умер от остановки сердца в своём доме в Энсино (штат Калифорния) 27 января 2007 года в возрасте 86 лет.